# Lissonota rubrica
Lissonota rubrica är en stekelart som först beskrevs av Cresson 1870.  Lissonota rubrica ingår i släktet Lissonota och familjen brokparasitsteklar. Inga underarter finns listade i Catalogue of Life.